# متلازمة تبعثر الصبغة
متلازمة تبعثر الصبغة (بالإنجليزية: Pigment dispersion syndrome)‏ هو مرض يصيب العين من الممكن أن يؤدي إلى نوع من أنواع الزرق يسمى بالزرق الصباغي (بالإنجليزية: pigmentary glaucoma)‏.